# Aglais latericolor
Aglais latericolor är en fjärilsart som beskrevs av Raynor 1909. Aglais latericolor ingår i släktet Aglais och familjen praktfjärilar. Inga underarter finns listade i Catalogue of Life.